# 尤里仪

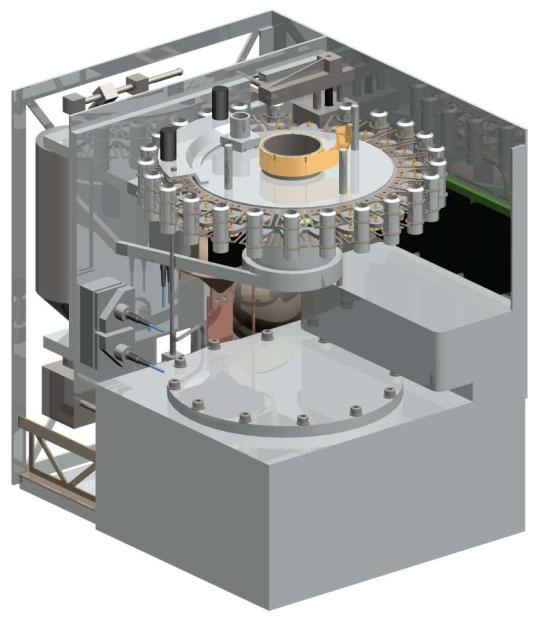
尤里仪结构

尤里仪（Urey instrument 或称尤里：火星有机和氧化物探测器）是一种开发用来探测包括氨基酸在内有机化合物的航天仪器。

## 概述
该设备由美国宇航局资助，并于21世纪初在阿塔卡马沙漠进行了测试。2007年，美国宇航局选择对尤里仪作进一步开发，以支持火星地外生物探测或任何未来可使用尤里仪和火星有机分子分析仪的火星任务。这两种仪器投资总额150万美元（每个各75万美元）。尤里仪是一套建立在15年来检测有机分子研究基础上，设计用于原位检测生物标记物的仪器，在21世纪初进行了测试。该设备还将研究火星表土中神秘的氧化物。
尤里仪之前曾被计划列入罗莎琳德·富兰克林号火星车中，并在火星岩石和土壤中寻找有机化合物，作为过去生命和/或生命前化学的证据。它从萃取热水开始，留下可溶性化合物供进一步分析。升华和毛细管电泳可识别出氨基酸。检测将采用激光诱发荧光，这是一种高度灵敏的技术，能达到万亿分之一的灵敏度，是海盗号气相色谱质谱仪实验的1000倍，并将显著提高我们对火星土壤有机化学的理解。尤里仪将对海盗号含糊不清且极浅表面取样的结果作进一步的探究。
尤里仪曾一度被选为火星地外生物漫游车上的巴斯德设备之一，然而，它不只为火星地外生物任务开发，而是针对所有的火星任务，且由美国宇航局独家资助。
尤里仪组件之一：火星氧化物检测仪（MOI），是由美国宇航局艾姆斯研究中心开发。
尤里组件：
- 亚临界水提取器
- 火星有机物探测器
- 微毛细管电泳仪
- 火星氧化物检测仪

## 命名
尤里仪取名自对化学和其他研究做出杰出贡献，并于1934年荣获诺贝尔化学奖的美国科学家哈罗德·克莱顿·尤里（1893年-1981年）。

## 另请查看
- 热释气分析仪
- 化学与矿物分析仪
- 火星样本分析设备